# Aymen Ben Amor
Aymen Ben Amor (sinh ngày 7 tháng 9 năm 1985) là một cầu thủ bóng đá người Tunisia thi đấu ở vị trí hậu vệ phải cho FC Hammamet.

## Danh hiệu
Club
- CAF Champions League: 2011
- Cúp Liên đoàn bóng đá châu Phi: 2007, 2008
- Tunisian Ligue 1: 2009–10, 10–11, 11–12
- Cúp bóng đá Tunisia: 2008-09, 2010–11